# 24 Hours of Daytona 2016
24 Hours of Daytona 2016 – 24-godzinny wyścig samochodowy na torze Daytona International Speedway w miejscowości Daytona Beach na Florydzie. Zawody odbyły się w dniach 28–31 stycznia 2016.

## Wyniki zawodów

### Race
| Poz. | Klasa | Nr  | Drużyna                        | Kierowcy                                                                      | Okrążenia | Czas         |
| ---- | ----- | --- | ------------------------------ | ----------------------------------------------------------------------------- | --------- | ------------ |
| 1    | P     | 2   | Tequila Patrón ESM             | Scott Sharp Ed Brown Johannes van Overbeek Pipo Derani                        | 736       | 24:00:34.607 |
| 2    | P     | 10  | Wayne Taylor Racing            | Ricky Taylor Jordan Taylor Max Angelelli Rubens Barrichello                   | 736       | + 26.166     |
| 3    | P     | 90  | VisitFlorida.com Racing        | Ryan Dalziel Marc Goossens Ryan Hunter-Reay                                   | 736       | + 1:27.276   |
| 4    | P     | 5   | Action Express Racing          | Christian Fittipaldi João Barbosa Filipe Albuquerque Scott Pruett             | 731       | + 5          |
| 5    | P     | 01  | Ford Chip Ganassi Racing       | Lance Stroll Alexander Wurz Brendon Hartley Andy Priaulx                      | 725       | + 11         |
| 6    | P     | 31  | Action Express Racing          | Dane Cameron Eric Curran Simon Pagenaud Jonathan Adam                         | 724       | + 12         |
| 7    | GTLM  | 4   | Corvette Racing                | Oliver Gavin Tommy Milner Marcel Fässler                                      | 722       | + 14         |
| 8    | GTLM  | 3   | Corvette Racing                | Antonio García Jan Magnussen Mike Rockenfeller                                | 722       | + 14         |
| 9    | GTLM  | 912 | Porsche North America          | Earl Bamber Frédéric Makowiecki Michael Christensen                           | 722       | + 14         |
| 10   | GTLM  | 68  | Scuderia Corsa                 | Alessandro Pier Guidi Alexandre Prémat Daniel Serra Memo Rojas                | 721       | + 15         |
| 11   | GTLM  | 25  | BMW Team RLL                   | Bill Auberlen Dirk Werner Augusto Farfus Bruno Spengler                       | 721       | + 15         |
| 12   | GTLM  | 62  | Risi Competizione              | Giancarlo Fisichella Toni Vilander Davide Rigon Olivier Beretta               | 709       | + 27         |
| 13   | P     | 02  | Ford Chip Ganassi Racing       | Scott Dixon Tony Kanaan Jamie McMurray Kyle Larson                            | 708       | + 28         |
| 14   | GTD   | 44  | Magnus Racing                  | John Potter Andy Lally Marco Seefried René Rast                               | 703       | + 33         |
| 15   | GTD   | 540 | Black Swan Racing              | Tim Pappas Nick Catsburg Patrick Long Andy Pilgrim                            | 703       | + 33         |
| 16   | GTD   | 93  | Riley Motorsports              | Ben Keating Jeff Mosing Damien Faulkner Gar Robinson Eric Foss                | 703       | +33          |
| 17   | GTD   | 98  | Aston Martin Racing            | Paul Dalla Lana Pedro Lamy Mathias Lauda Richie Stanaway                      | 702       | + 34         |
| 18   | PC    | 85  | JDC/Miller Motorsports         | Chris Miller Misha Goikhberg Stephen Simpson Kenton Koch                      | 702       | + 34         |
| 19   | GTD   | 97  | Turner Motorsport              | Michael Marsal Markus Palttala Maxime Martin Jesse Krohn                      | 701       | + 35         |
| 20   | GTD   | 63  | Scuderia Corsa                 | Christina Nielsen Alessandro Balzan Jeff Segal Robert Renauer                 | 701       | + 35         |
| 21   | GTD   | 9   | Stevenson Motorsports          | Kenny Habul Boris Said Dion von Moltke Tristan Vautier                        | 701       | + 35         |
| 22   | GTD   | 23  | Team Seattle / Alex Job Racing | Ian James Mario Farnbacher Alex Riberas Wolf Henzler                          | 700       | + 36         |
| 23   | GTD   | 33  | Riley Motorsports              | Ben Keating Jeroen Bleekemolen Dominik Farnbacher Marc Miller                 | 700       | + 36         |
| 24   | GTD   | 28  | Konrad Motorsport              | Rolf Ineichen Franz Konrad Marc Basseng Lance Willsey Fabio Babini            | 699       | + 37         |
| 25   | PC    | 52  | PR1/Mathiasen Motorsports      | Robert Alon Tom Kimber-Smith Jose Gutiérrez Nicholas Boulle                   | 698       | + 38         |
| 26   | GTD   | 51  | Spirit of Race                 | Peter Mann Raffaele Giammaria Matteo Cressoni Marco Cioci                     | 698       | + 38         |
| 27   | GTD   | 30  | Frikadelli Racing              | Klaus Abbelen Patrick Huisman Frank Stippler Sabine Schmitz Sven Müller       | 698       | + 38         |
| 28   | GTD   | 22  | Alex Job Racing                | David MacNeil Cooper MacNeil Leh Keen Shane van Gisbergen Gunnar Jeannette    | 695       | + 41         |
| 29   | PC    | 20  | BAR1 Motorsports               | Marc Drumwright Johnny Mowlem Tomy Drissi Ricardo Vera Brendan Gaughan        | 693       | +43          |
| 30   | GTLM  | 66  | Ford Chip Ganassi Racing       | Joey Hand Dirk Müller Sébastien Bourdais                                      | 690       | + 46         |
| 31   | GTD   | 6   | Stevenson Motorsports          | Robin Liddell Andrew Davis Lawson Aschenbach Matt Bell                        | 690       | + 46         |
| 32   | GTD   | 11  | O'Gara Motorsport **           | Townsend Bell Bill Sweedler Edoardo Piscopo Richard Antinucci                 | 687       | + 49         |
| 33   | GTLM  | 911 | Porsche North America          | Patrick Pilet Nick Tandy Kévin Estre                                          | 687       | + 49         |
| 34   | PC    | 8   | Starworks Motorsport           | Alex Popow Renger van der Zande Chris Cumming Jack Hawksworth                 | 685       | + 51         |
| 35   | GTD   | 48  | Paul Miller Racing **          | Mirko Bortolotti Bryce Miller Bryan Sellers Madison Snow                      | 652       | + 84         |
| 36   | P     | 50  | Highway to Help                | Jim Pace Byron DeFoor David Hinton Dorsey Schroeder Thomas Gruber             | 650       | + 86         |
| 37   | P     | 37  | SMP Racing                     | Maurizio Mediani Nicolas Minassian Mikhail Aleshin Kirill Ladygin             | 617       | + 119        |
| 38   | PC    | 26  | BAR1 Motorsports               | Adam Merzon Ryan Eversley Don Yount Ryan Lewis John Falb                      | 610       | + 126        |
| 39   | GTLM  | 67  | Ford Chip Ganassi Racing       | Ryan Briscoe Richard Westbrook Stefan Mücke                                   | 560       | + 176        |
| 40   | GTLM  | 72  | SMP Racing                     | Viktor Shaitar Andrea Bertolini Gianmaria Bruni James Calado                  | 557       | Nie ukończył |
| 41   | GTD   | 73  | Park Place Motorsports         | Patrick Lindsey Matt McMurry Jörg Bergmeister Norbert Siedler                 | 524       | + 212        |
| 42   | GTD   | 16  | Change Racing **               | Spencer Pumpelly Corey Lewis Justin Marks Kaz Grala                           | 521       | + 215        |
| 43   | GTD   | 45  | Flying Lizard Motorsports      | Niclas Jönsson Pierre Kaffer Christopher Haase Tracy Krohn                    | 513       | Nie ukończył |
| 44   | GTD   | 007 | TRG-AMR                        | Santiago Creel Antonio Pérez Ricardo Pérez de Lara Lars Viljoen James Davison | 390       | Nie ukończył |
| 45   | PC    | 38  | Performance Tech               | James French Jim Norman Josh Norman Brandon Gdovic                            | 385       | Nie ukończył |
| 46   | GTLM  | 100 | BMW Team RLL                   | Lucas Luhr John Edwards Kuno Wittmer Graham Rahal                             | 360       | Nie ukończył |
| 47   | GTD   | 21  | Konrad Motorsport              | Emanuele Busnelli Jim Michaelian Joseph Toussaint Lance Willsey               | 356       | Nie ukończył |
| 48   | GTD   | 96  | Turner Motorsport              | Bret Curtis Jens Klingmann Ashley Freiberg Marco Wittmann                     | 628       | + 108        |
| 49   | P     | 55  | Mazda Motorsports              | Jonathan Bomarito Tristan Nunez Spencer Pigot                                 | 327       | Nie ukończył |
| 50   | P     | 60  | Michael Shank Racing           | John Pew Oswaldo Negri, Jr. A. J. Allmendinger Olivier Pla                    | 285       | Nie ukończył |
| 51   | PC    | 88  | Starworks Motorsport           | Mark Kvamme Sean Johnston Maro Engel Felix Rosenqvist                         | 179       | Nie ukończył |
| 52   | PC    | 54  | CORE Autosport                 | Jon Bennett Colin Braun Mark Wilkins Martin Plowman                           | 160       | Nie ukończył |
| 53   | P     | 0   | Panoz DeltaWing Racing         | Katherine Legge Sean Rayhall Andy Meyrick Andreas Wirth                       | 119       | Nie ukończył |
| 54   | P     | 70  | Mazda Motorsports              | Joel Miller Tom Long Ben Devlin                                               | 11        | Nie ukończył |